# Helixanthera pulchra
Helixanthera pulchra är en tvåhjärtbladig växtart som först beskrevs av Dc., och fick sitt nu gällande namn av Danser. Helixanthera pulchra ingår i släktet Helixanthera och familjen Loranthaceae. Inga underarter finns listade i Catalogue of Life.